# Zoologická zahrada Schönbrunn
Zoologická zahrada Schönbrunn je zoologická zahrada v parku zámku Schönbrunn, který se nachází ve vídeňském obvodu Hietzing.

## Historie
Zahrada byla založena  roku 1752 velkovévodou Františkem I. Štěpánem Lotrinským, císařem Svaté říše římské a manželem rakouské arcivévodkyně Marie Terezie. Postavena byla podle plánu Adriana van Steckhovena, který chod zahrady později i řídil. Do jejího středu umístil pavilon, kam chodívala snídat Marie Terezie, manželka Františka Štěpána. Zvířata se v Schönbrunnu chovala již dříve, do otevření zahrady si je ale běžní lidé prohlížet nemohli. Průběžně je dodávaly cestovní menažerie, později se na příkaz císaře Josefa II. dovážela z Afriky a Ameriky. Od roku 1770 byli v zoo k zhlédnutí sloni, které se podařilo v roce 1906 rozmnožit. Jednalo se o první takový případ v Evropě. Zahradu často navštěvoval a o zvířata se velice zajímal císař František Josef I. Od jejího založení až do roku 1918 měli lidé vstup do zahrady zdarma.

## Současnost
V zoologické zahradě jsou k vidění např. pandy velké, kterým se zde již několikrát narodilo mládě počaté přirozenou cestou. Součástí zahrady je i skleněná hala s prostředím, které simuluje deštný prales a také insektárium.
Vlastníkem zahrady je rakouský stát. Od roku 2014 je její ředitelkou Dagmar Schrattrová.

## Panda velká

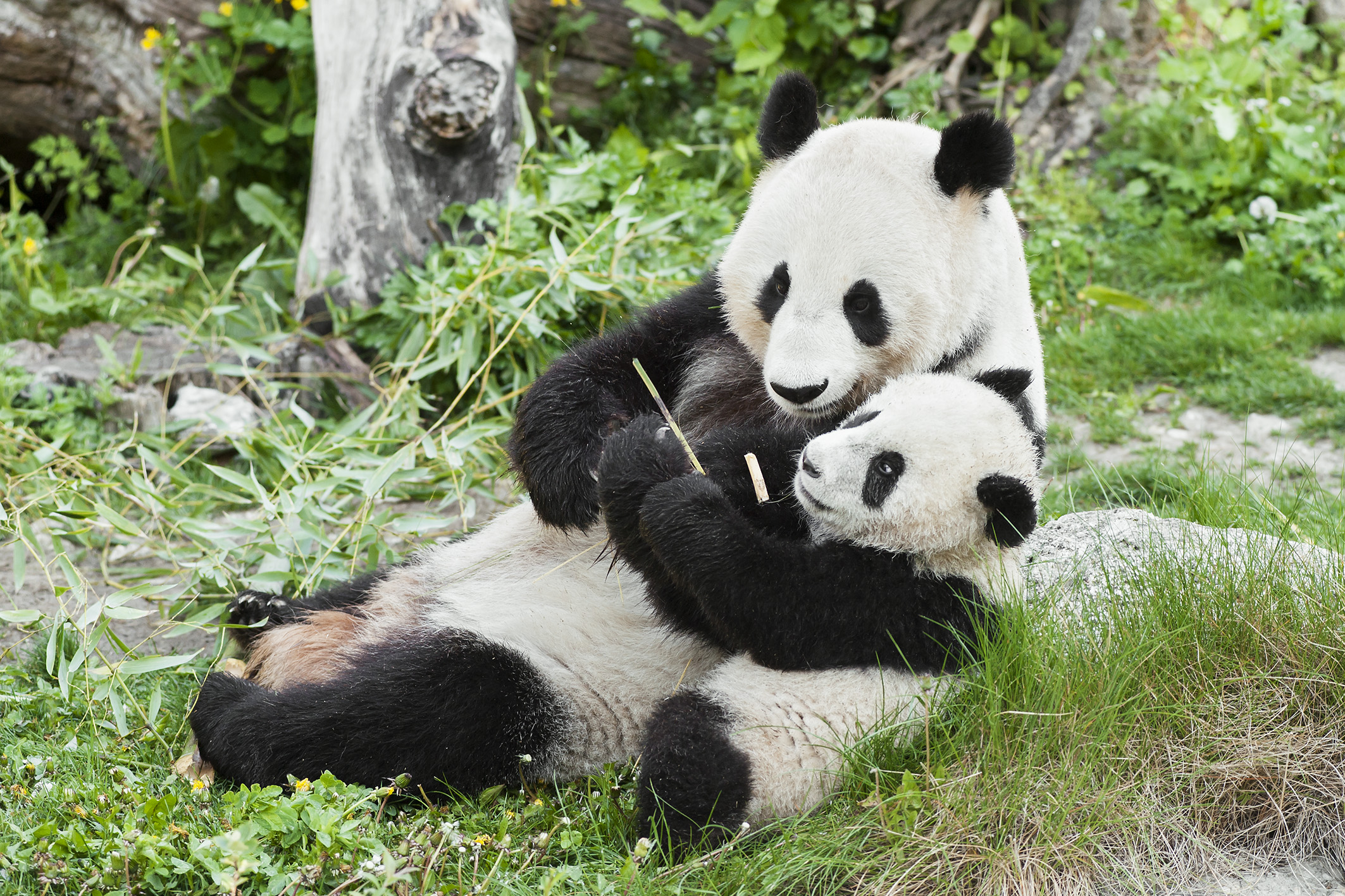
Pandí samice Yang Yang se svým prvním potomkem Fu Longem

Vídeňská zoo patří k jedné z dvaceti tří zoo na světě, která chová pandy velké. Pandy zoo začalo chovat v roce 2003, kdy do Vídeňské zoo dorazila samice Yang Yang a samec Long Hui, kteří přinesli zoo velký úspěch.
Dne 27. srpna 2007 porodila samice Yang Yang první pandu v Evropě, která byla počata přirozeně. Podle čínské tradice dostalo mládě jméno 100 dní po narození, a to Fu Long. Po třech letech se v srpnu 2010 v Schönbrunnu narodil další pandí samec. Byl pojmenován Fu Hu. Třetí mládě pandy se narodilo dne 14. srpna 2013. Byl pojmenován Fu Bao. Dne 7. srpna 2016 se v zoo narodila dvojčata, která dostala jména Fu Feng a Fu Ban. Yang Yang byla první matkou pandy velké v zajetí, která vychovávala dvojčata bez lidské pomoci.
Mláďata se dva roky po narození přestěhovala do Číny.
V prosinci 2016 zemřel samec Long Hui na komplikace kvůli nádoru. V dubnu 2019 byl do zoo dovezen nový samec Yuan Yuan.